# The Super Dimension Fortress Macross: Flash Back 2012
The Super Dimension Fortress Macross: Flash Back 2012 (マクロス FlashBack 2012, Makurosu Furasshu Bakku 2012) est un OAV sorti en 1987, qui marque la fin du feuilleton Super Dimension Fortress Macross par un 'concert' de Lynn Minmei.
Elle chante ses meilleures chansons pendant que défilent des extraits de la série et du film de Macross. On y trouve aussi des scènes inédites produites spécialement pour l'occasion.